# André Renard
André Renard (Valenciennes, 25 maggio 1911 – Seraing, 20 luglio 1962) è stato un partigiano e sindacalista belga, militante vallone.

## Biografia
Nato a Valenciennes nel 1911, sindacalista dal 1932, André Renard è già impegnato nel 1936 in azioni sindacali per le quali chiede l'indipendenza dai partiti politici. Preso prigioniero e deportato in Germania dal 1940 al 1942, fu rilasciato a causa della malattia e rimpatriato in Belgio, dove si unì alla Resistenza a Liegi. Come parte del sindacalismo clandestino, sarà una delle più grandi figure del Movimento sindacale unificato e del FGTB.
Nel 1950, durante la Questione reale sul ritorno di Leopoldo III, André Renard difese il movimento operaio e sostenne un'azione federalista prima del Congresso Nazionale. Nel 1960, al momento del voto sulla singola Act e il grande sciopero, è la figura principale dei sindacalisti valloni e diventa presidente del comitato di coordinamento regionale della FGTB della Vallonia durante le sei settimane di sciopero. Si rende conto abbastanza rapidamente che non è attraverso l'azione sindacale che sarà in grado di vedere il Belgio passare a uno stato federale e non più unitario. Decise di dimettersi e fondare il Movimento popolare vallone (MPW) nel 1961 fino alla sua morte prematura.
È morto a Seraing nel 1962 dopo una lunga carriera sindacale militante.